# Dionnesjön
Dionnesjön är en insjö i Kivalliqregionen i Nunavut i Kanada. Den är belägen 32,8 km väst om Arviat. I området finns vildren.

## Berömda invånare
Vid Dionne Lake bodde en gång inuitskulptören John Pangnark.